# Absolute fout
De absolute fout van een meting is het verschil tussen een gemeten waarde (een benadering van de werkelijkheid) en de exacte waarde (de juiste waarde).
Meer formeel geldt dat bij een exacte waarde {\displaystyle v} en een benadering {\displaystyle v_{\text{benaderd}}} de absolute fout gelijk is aan
{\displaystyle \varepsilon =v_{\text{benaderd}}-v}
Merk op dat een absolute fout negatief kan zijn. Het begrip heeft dan ook niets te maken met een absolute waarde. Het woord "absoluut" slaat op het feit dat de fout niet wordt gerelateerd aan de grootte van de exacte waarde. Naast de absolute fout kan men spreken over de relatieve fout, die het percentuele verschil tussen meting en werkelijkheid uitdrukt.
Fouten worden onder andere veroorzaakt door afrondfouten (bijvoorbeeld π ≈ 3,14159), meetfouten (niet-precieze meetapparatuur).